# 감수성 훈련
감수성 훈련(感受性 訓練)이란, 개인의 자각을 높이고 다른 사람과 환경에 대한 감수성을 개발하도록 설계된 학습과정이다. 각각의 구성원이 다른 사람한테 자신의 감정과 반응을 공개적으로 이야기하도록 하거나, 구성원들을 상대로 애정이나 분노의 감정을 표현하도록 하는 것 등이 있다. 그러나 이에 대한 효과는 아직 과학적으로 정확히 입증되지 않고 있다.

## 같이 보기
- 그레고리 베이트슨
- 집단사고
- 협력작용